# Молітерно
Молітерно (італ. Moliterno) — муніципалітет в Італії, у регіоні Базиліката,  провінція Потенца.
Молітерно розташоване на відстані близько 340 км на південний схід від Рима, 45 км на південь від Потенци.
Населення — 4093 особи (2014).
Щорічний фестиваль відбувається 4 серпня. Покровитель — San Domenico.

## Демографія
Населення за роками:

Станом на 1 січня 2023 року в муніципалітеті офіційно проживали 132 іноземці з 16 країн, серед них 94 громадяни країн Євросоюзу та 2 громадяни України.

## Сусідні муніципалітети
- Кастельсарачено
- Грументо-Нова
- Лагонегро
- Лаурія
- Монтезано-сулла-Марчеллана
- Сарконі
- Трамутола